# Intégrité (base de données)
L'une des missions d'une base de données est d'assurer à tout instant l'intégrité, c'est-à-dire la cohérence, la fiabilité, et la pertinence des données qu'elle contient.